# Pieter Blieck
Pour les articles homonymes, voir Blieck.
Pieter Blieck, né le 5 mars 1812 à Rotterdam et mort à une date inconnue, est un peintre néerlandais.

## Biographie
Pieter Blieck, né le 5 mars 1812 à Rotterdam, est l'élève de G. de Meyer et de van Bree. Il est actif dans sa ville natale.